# Michałów (powiat włodawski)
Michałów (dawn. Michelsdorf) – wieś w Polsce położona w województwie lubelskim, w powiecie włodawskim, w gminie Urszulin.
| SIMC    | Nazwa     | Rodzaj  |
| ------- | --------- | ------- |
| 0108921 | Grobelki  | kolonia |
| 0108938 | Wiązowiec | kolonia |

W latach 1975–1998 miejscowość administracyjnie należała do województwa chełmskiego.
Na terenie wsi utworzono dwa sołectwa: Michałów i Wiązowiec. Według Narodowego Spisu Powszechnego z roku 2011 wieś liczyła 220 mieszkańców.
Wieś należy do Kościół łaciński rzymskokatolickiej parafii św. Andrzeja Boboli w Wytycznie.